# Villa Giorgini Schiff
Villa Giorgini Schiff, nota anche come Villa Schiff Giorgini, è un edificio che si trova a Montignoso in provincia di Massa Carrara.
La villa, oggi sede comunale, è stata la residenza di una delle famiglie più prestigiose del luogo, i Giorgini, che come gli Sforza e i Bertagnini sono stati il simbolo di quella nobiltà montignosina attivamente partecipe al mondo politico e culturale degli ultimi due secoli. 
Il complesso è caratterizzato da un gioco di piani costruttivi, raccordati da brevi scalinate, che collegano lo spiazzo del ninfeo all'edificio. Il piano della villa è ornato da una serie di putti musicanti e da una piccola fontana. Il parco contiene un vasto repertorio di piante tra le quali si segnalano: le gigantesche magnolie, una pianta della canfora, pini, rose selvatiche e palme.